# Todiramphus lazuli
Todiramphus lazuli là một loài chim trong họ Alcedinidae.
Đây là loài đặc hữu của Quần đảo Maluku ở Nam Dương. Nó có thể được tìm thấy trên các hòn đảo của Seram, Ambon và Haruku.
Chúng có màu xanh và ngọc lam trên tất cả ngoại trừ bụng của nó là màu trắng.
Môi trường sống tự nhiên của chúng là rừng ẩm vùng đất thấp nhiệt đới hoặc cận nhiệt đới, rừng ẩm vùng đất thấp nhiệt đới hoặc cận nhiệt đới. Loài này bị đe dọa do mất môi trường sống.